# Bahía de Ha-Long
La bahía de Ha Long (en vietnamita: Vịnh Hạ Long) es una extensión de agua de aproximadamente 1500 km². Situada al norte de Vietnam, en la provincia de Quảng Ninh, en el golfo de Tonkín, cerca de la frontera china y a 170 km al este de Hanói. Se extiende a lo largo de una costa de 120 km. Destaca la presencia de elementos kársticos e islas de varios tamaños y formas. 
Fue declarada como Patrimonio de la Humanidad por la Unesco en 1994 y ampliada la declaración en el año 2000. Abarca una zona protegida de 150 000 ha. Es además, desde el 11 de noviembre de 2011 una de las siete maravillas naturales del mundo.

## Etimología
Según la leyenda local, hace mucho tiempo, cuando los vietnamitas luchaban contra los invasores chinos provenientes del mar, El Emperador de Jade envió una familia de dragones celestiales para ayudarles a defender su tierra. Estos dragones escupían joyas y jade. Las joyas se convirtieron en las islas e islotes de la bahía, uniéndose para formar una gran muralla frente a los invasores, y de ese modo lograron hundir los navíos enemigos. Tras proteger su tierra formaron el país conocido como Vietnam. 
Ha Long significa «dragón descendente», un nombre que procede de una leyenda local.
Según otras versiones, las joyas eran perlas y la bahía fue creada cuando el dragón se lanzó al mar; al caer agitó la cola y ésta golpeó la tierra ocasionando profundos valles y grietas que acto seguido inundó el mar.

## Ubicación geográfica
La bahía de Ha Long se encuentra en el noroeste de Vietnam entre E106°56' y E107°37' y entre N20°43' y N21°09'. La bahía empieza en el distrito de Yên Hưng, y pasa por la ciudad de Ha Long y Cẩm Phả en el distrito de Vân Đồn, limitando al sur y sureste con el golfo de Tonkín, al norte con China y al oeste y suroeste con la isla de Cat Ba. Su línea de costa es de unos 120 kilómetros y su extensión de 1553 kilómetros cuadrados, en los que existen 1969 islas.
Junto a la bahía de Ha Long, se encuentran la bahía de Bai Tu Long al norte y la bahía de Lan Ha al este.

## Turismo
Ha Long es conocida como la ciudad turística y uno de los mayores centros turísticos de Vietnam. Ha sido reconocida por la UNESCO como Patrimonio Natural de la Humanidad en dos ocasiones.
Además, el 12 de noviembre de 2012 (hora de Vietnam), la bahía fue declarada por la organización New7Wonders como una de las siete nuevas maravillas naturales del mundo. Hạ Long ha recibido también la Copa Nacional por el Medio Ambiente como Ciudad Verde - Limpia - Hermosa.
Vinculadas a la bahía de Ha Long, las comunas de Bãi Cháy y Tuần Châu  se están desarrollando como zonas de hoteles, restaurantes y construcción de infraestructuras turísticas. Hạ Long cuenta con cientos de hoteles de diversas categorías, entre ellos numerosos hoteles de 4 y 5 estrellas, equipados con instalaciones modernas para satisfacer las necesidades tanto de turistas nacionales como internacionales.
Las playas de Hạ Long y Tuần Châu están siendo restauradas y desarrolladas continuamente. Se prevé la construcción de dos playas artificiales en la zona oeste de la ciudad (Hòn Gai) para uso de los residentes locales.
El grupo Sun Group ha construido el Parque Sun World Ha Long, el parque temático más grande de Vietnam, ubicado en Bãi Cháy y Hòn Gai. Además, diversas corporaciones nacionales e internacionales destacadas, como Vin Group y FLC, han desarrollado múltiples proyectos turísticos de alto nivel.
Además de la bahía, con cerca de 30 cuevas descubiertas, las cuevas Thiên Cung y Sửng Sốt se han abierto al público como destinos turísticos durante muchos años.

## Galería fotográfica

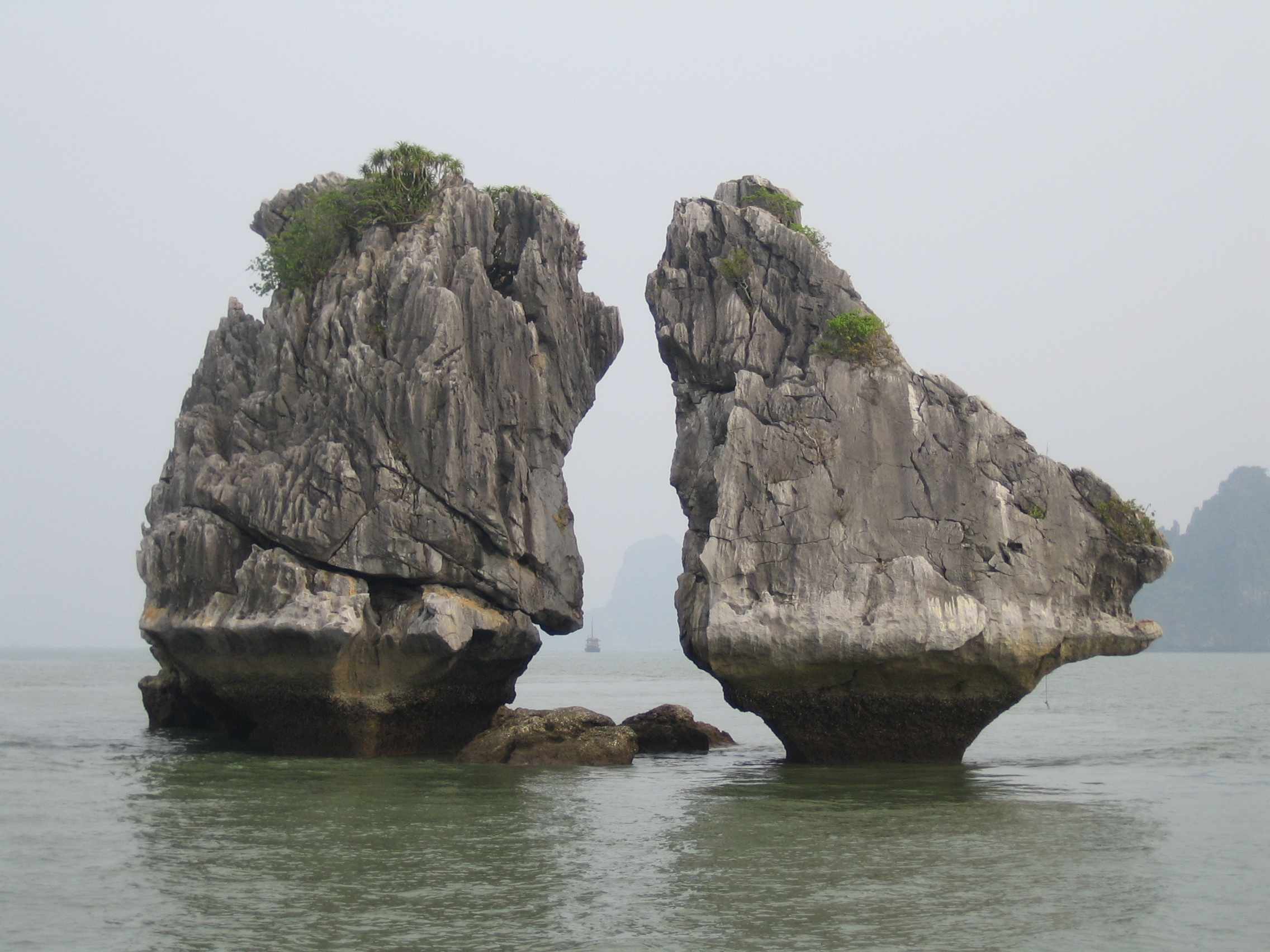
"Las Rocas que se besan".
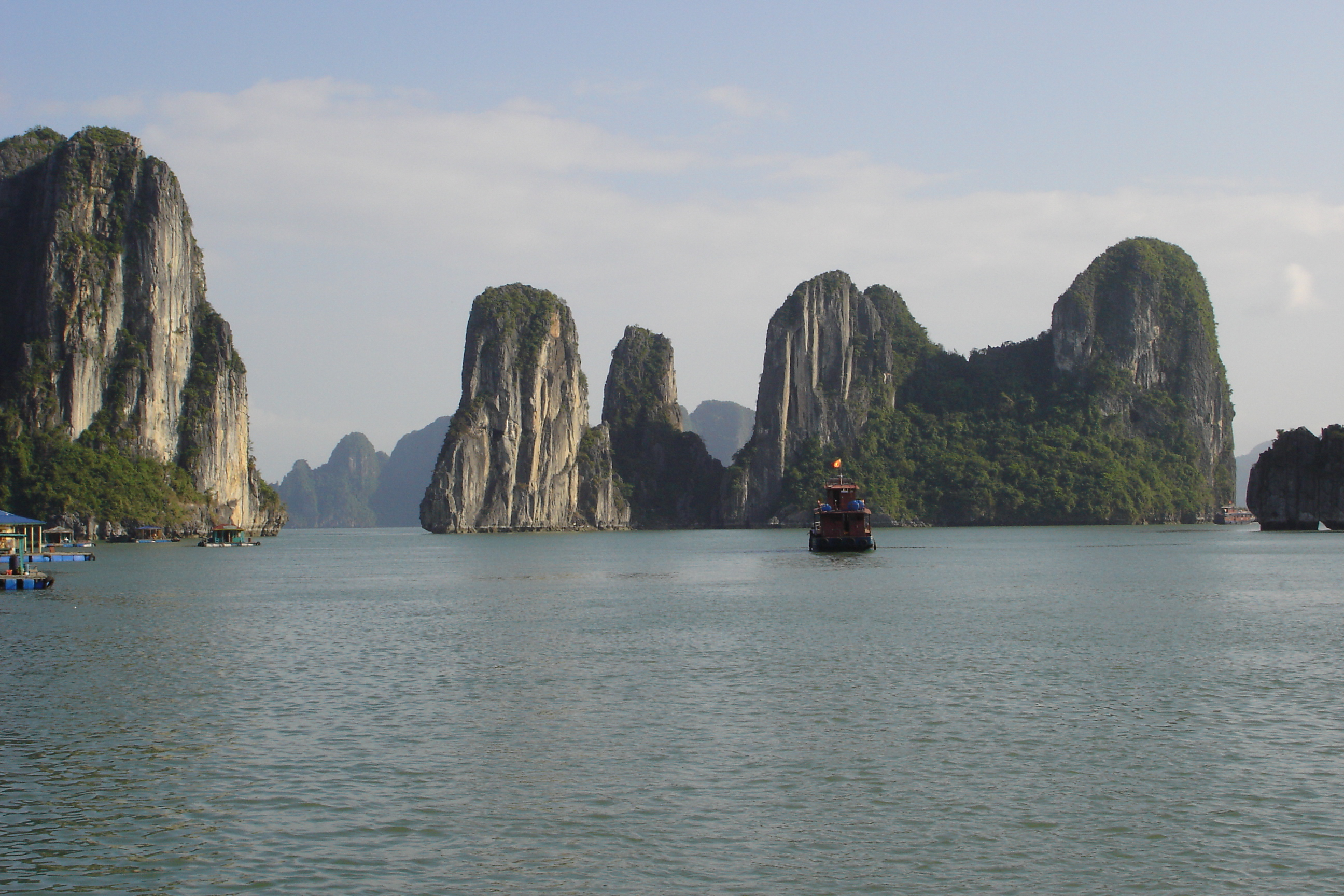
Vista de la bahía.
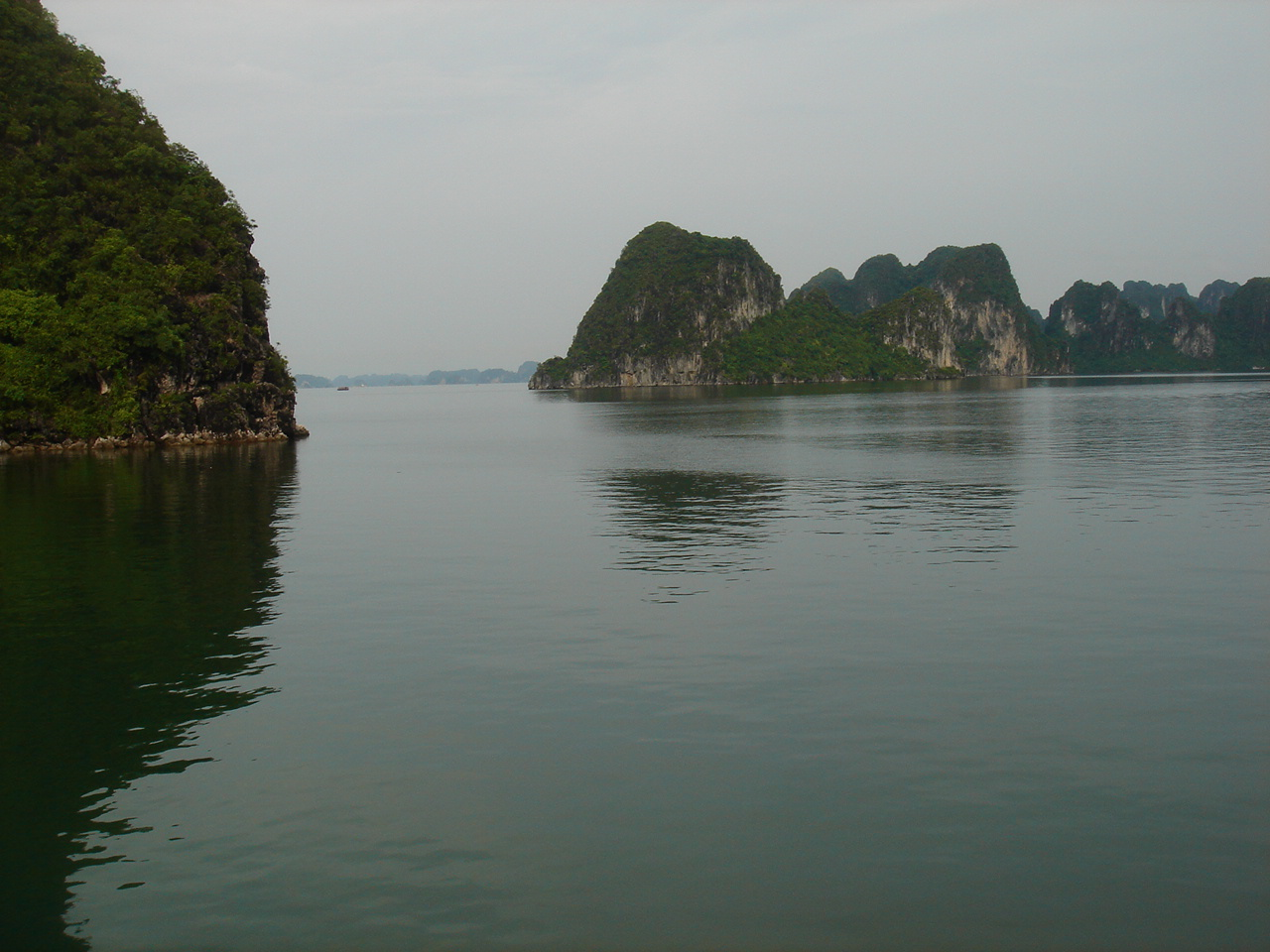
Una de las múltiples islas situadas en la bahía.
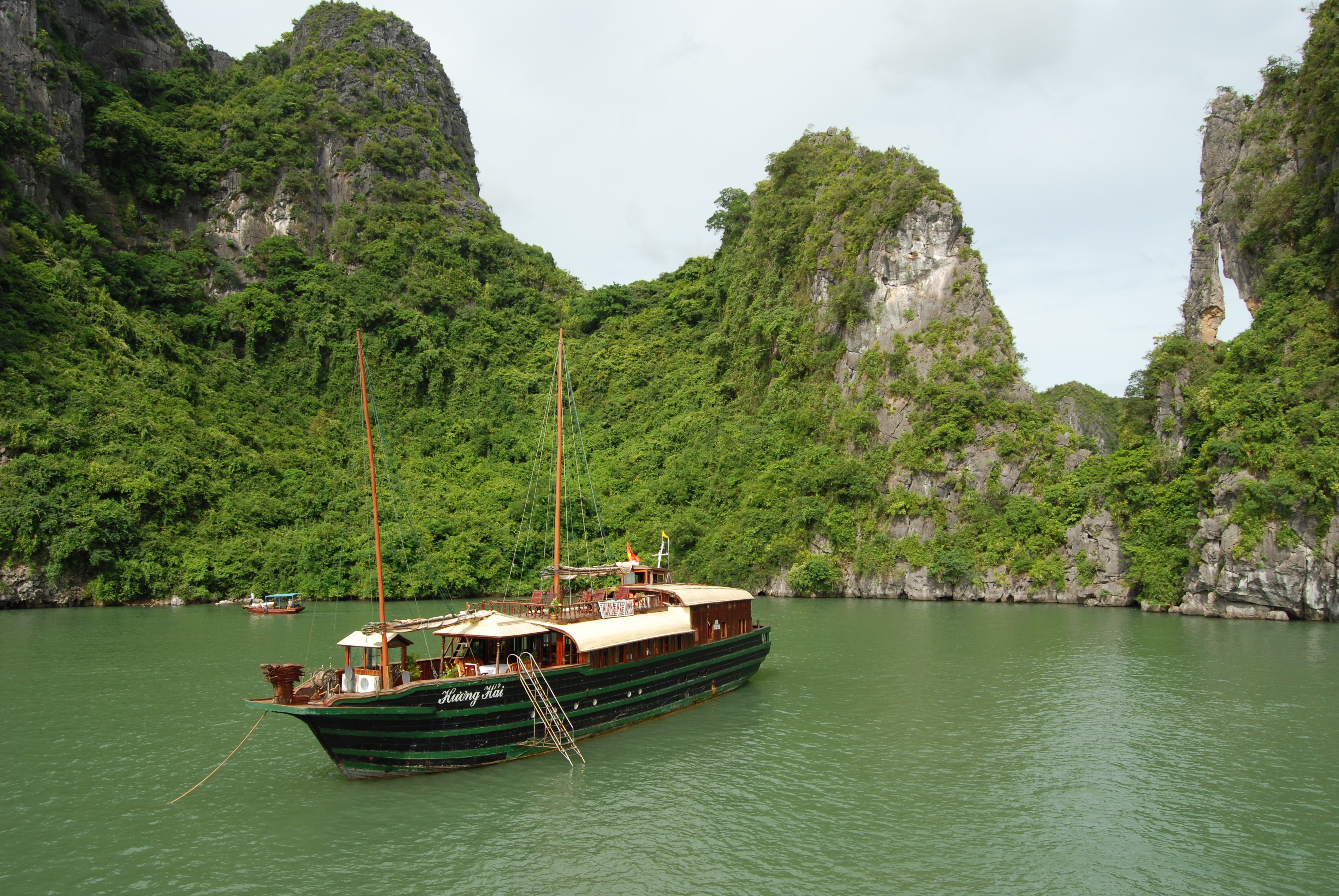
Un barco turístico fondeado en la bahía.
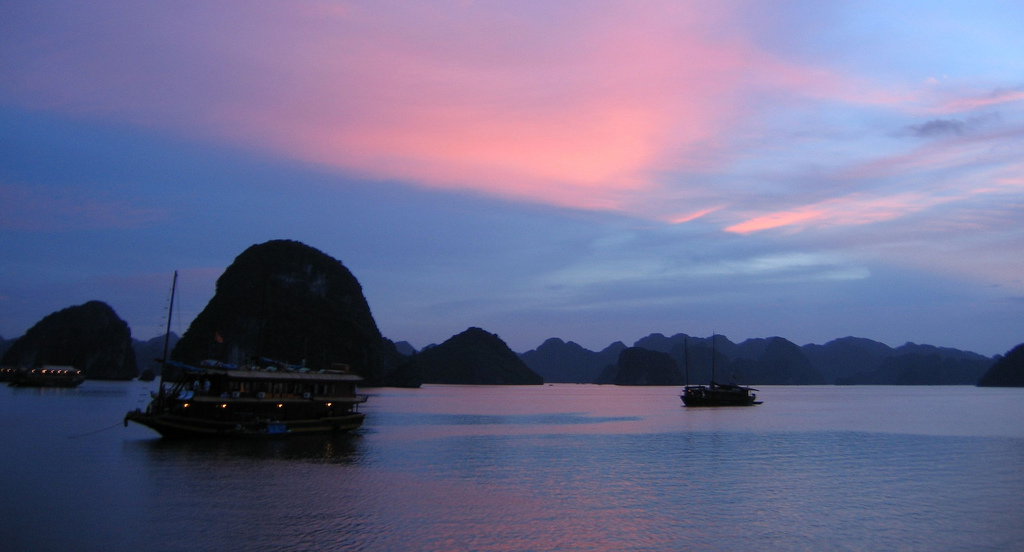
Atardecer con los barcos de la localidad de Ha-Long.
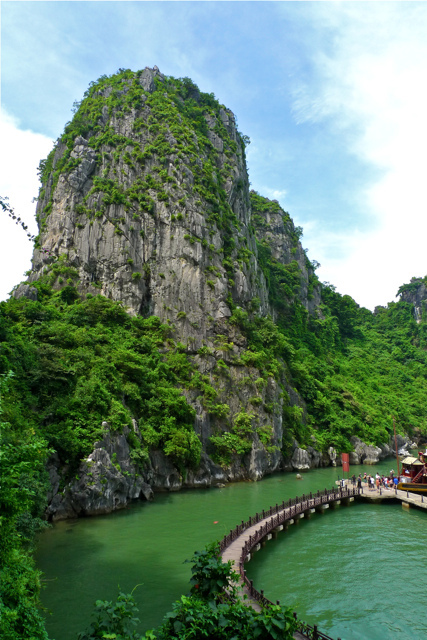
El puerto de la aldea de Ha-Long, en la costa.
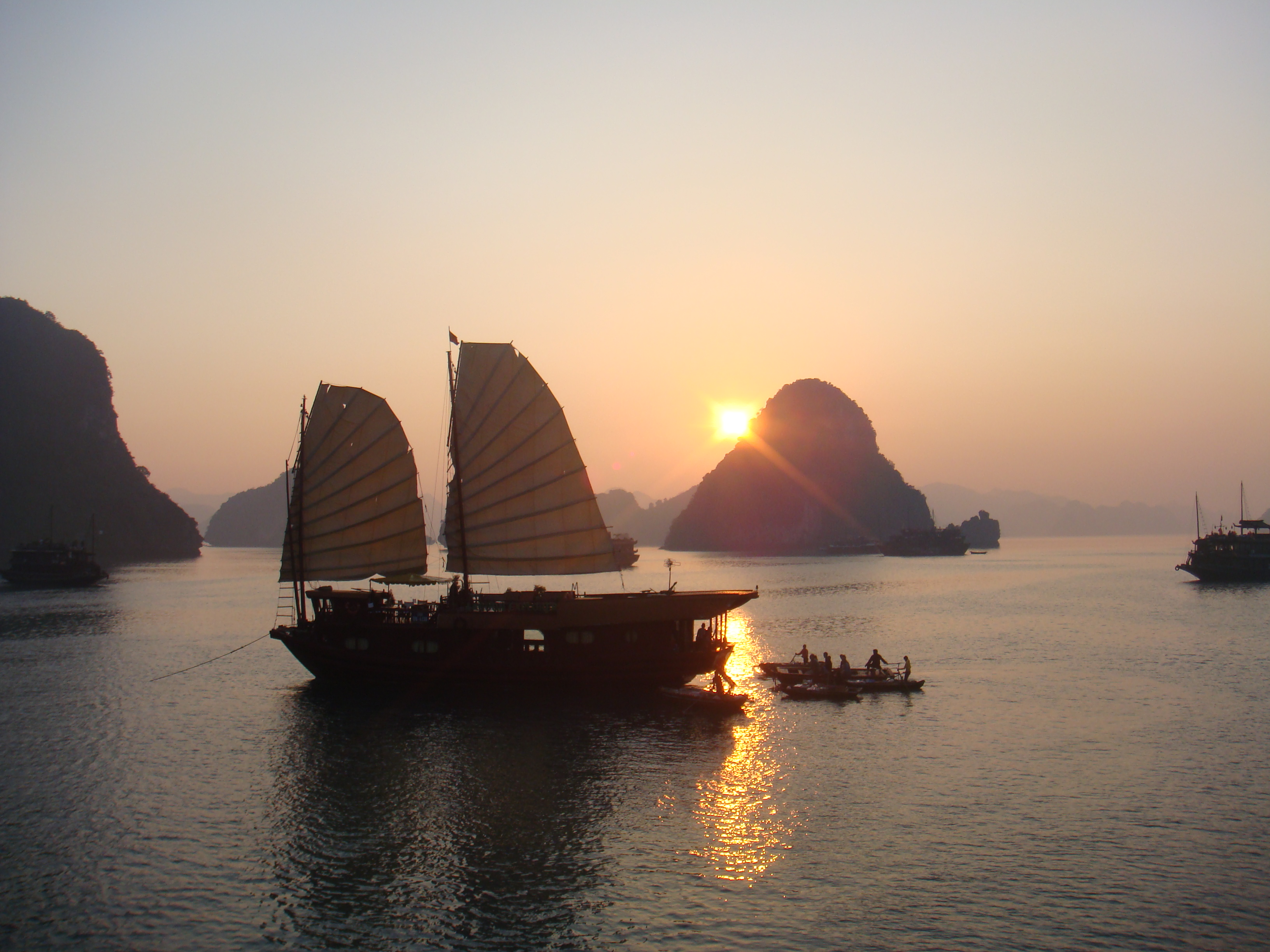
Otro atardecer esta vez con un barco navegando.
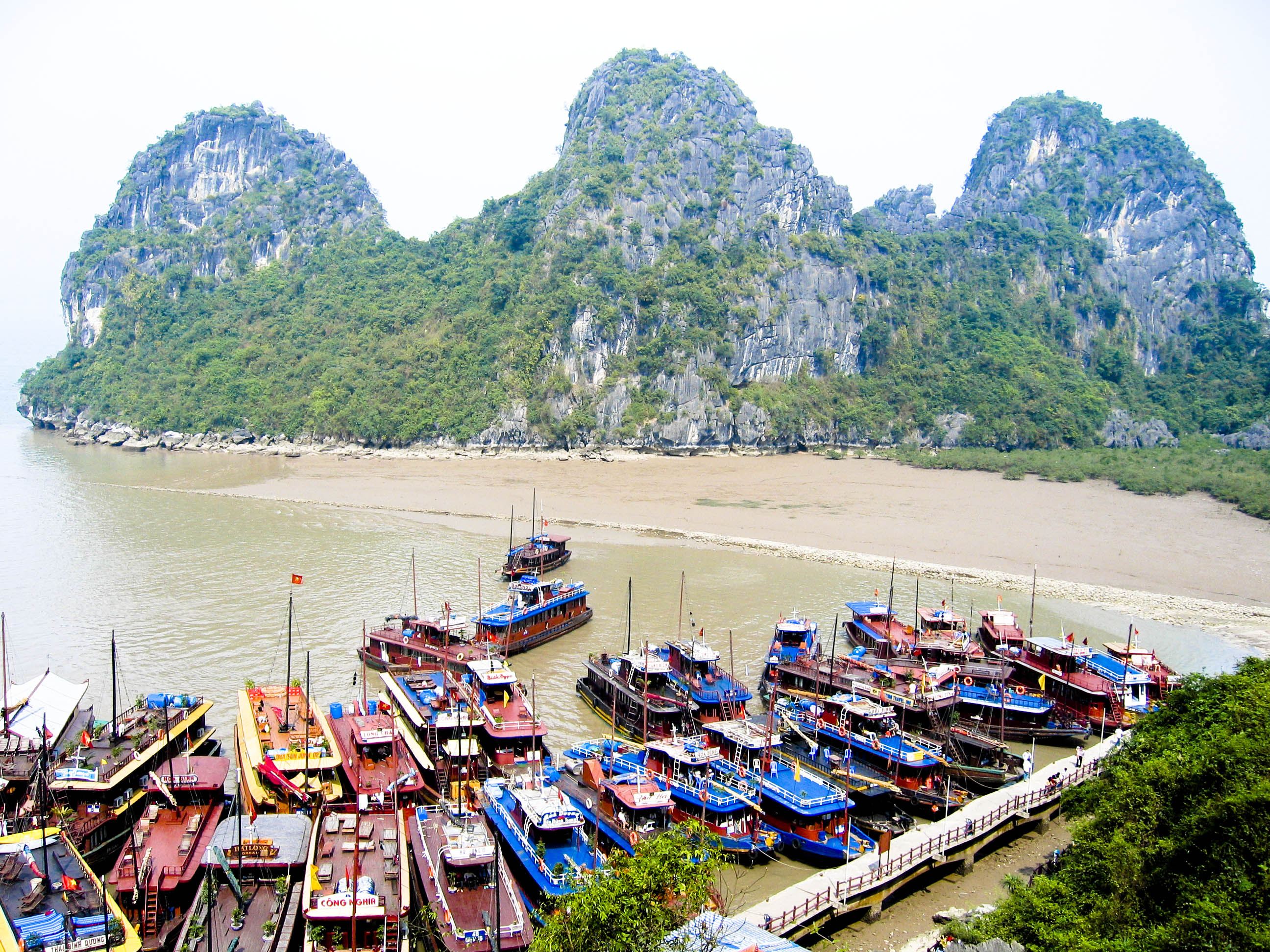
Una playa con varios barcos amarrados.
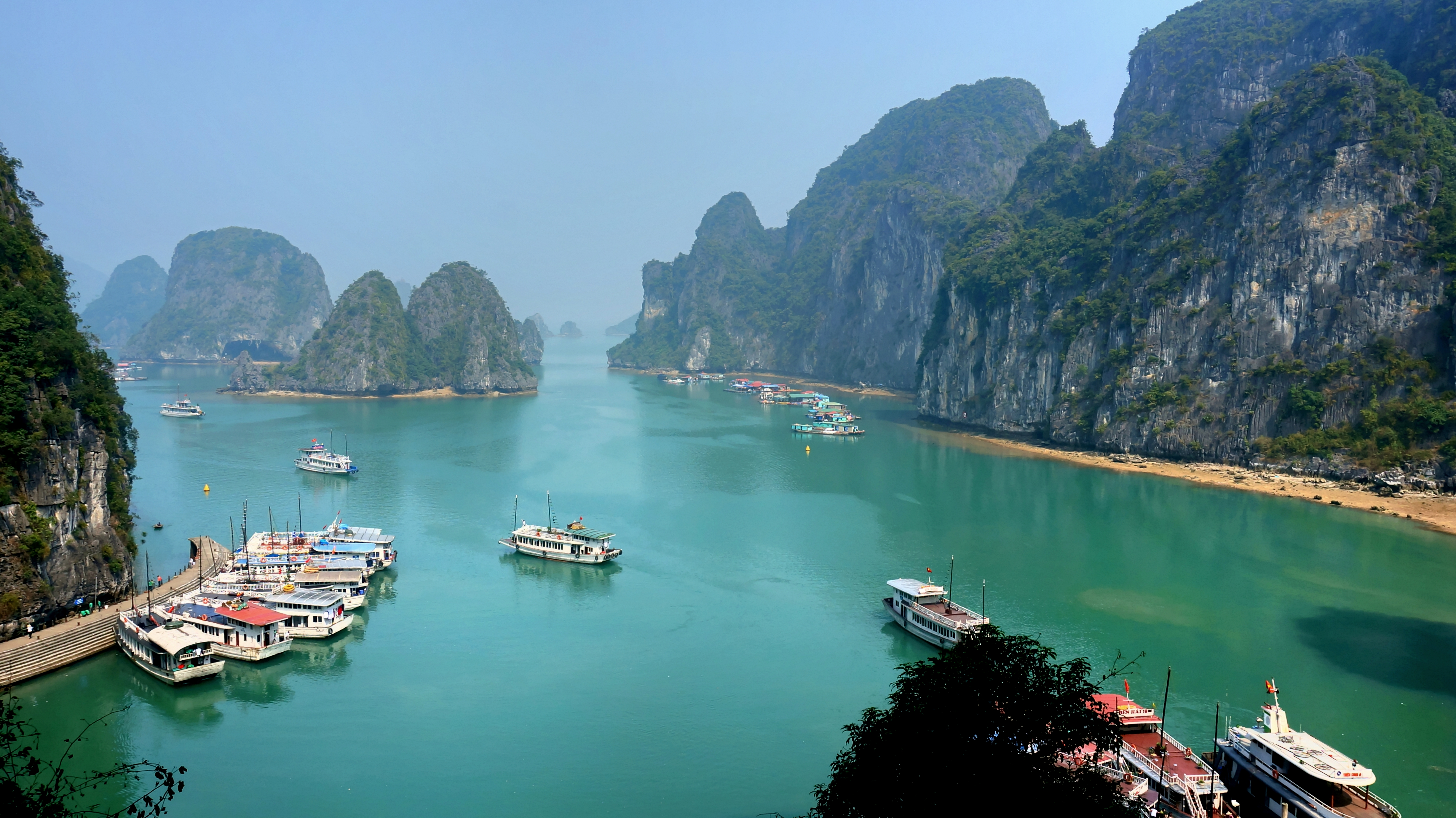